# Hvalica
Hvalica je priimek v Sloveniji, ki ga je po podatkih Statističnega urada Republike Slovenije na dan 1. januarja 2010 uporabljalo 51 oseb.

## Znani nosilci priimka
- Doro (Izidor) Hvalica (*1940), učitelj, literat-pesnik, sindikalist, politik
- Emil Hvalica, športni organizator
- Dušan Hvalica (*1950), matematik, univ. prof.
- Ivo Hvalica (1936 - 2022), tehnik in politik, publicist